# دنی گریوس (بازیکن فوتبال)
دنی گریوس (انگلیسی: Danny Greaves؛ زادهٔ ۳۱ ژانویهٔ ۱۹۶۳) بازیکن فوتبال اهل بریتانیا است.
از باشگاه‌هایی که در آن بازی کرده‌است می‌توان به باشگاه فوتبال کمبریج یونایتد، باشگاه فوتبال ساوتند یونایتد، باشگاه فوتبال تاتنهام هاتسپر، و باشگاه فوتبال چلمزفورد سیتی اشاره کرد.